# 琶洲站 (地铁)
琶洲站是廣州地鐵8号线以及11号线的换乘站，位於中国广东省广州市海珠区新港东路會展東路口的地底。8号线车站部分於2003年6月28日随舊2号线首期工程后通段开通时啟用，11号线车站部分于2024年12月28日随11号线开通而启用。

## 车站结构
琶洲站分为两个站体：一个位于新港东路下方的8号线站体，一个位于会展东路下方的11号线站体，其中11号线站体与城际铁路车站为共构设计。车站周边为新港东路、会展东路、琶洲大道东、广交会展馆B/C区、保利世界貿易中心等建筑。

### 8号线站体
8号线站体共有两层，地面为车站各出入口，其中A出入口地面设有进站安检设施；地下一層为南北站厅以及8號線月台；地下二層為聯絡通道。
8号线站体部分以黑色作為车站主色。
| 地面     | A出入口 （北站廳） | 安检设施 经风雨连廊前往 █11号线         |  |  |
| 地下一层 | 北站廳             | 售票機、客服中心、警务室、安检设施      |  |  |
|          | 侧式站台           |                                         |  |  |
|          | 1 站台             | █8号线 滘心方向（下站：新港东）         |  |  |
|          | 2 站台             | █8号线 万胜围方向（下站：万胜围）       |  |  |
|          | 侧式站台           |                                         |  |  |
|          | 南站廳             | 售票機、客服中心、商店、安检设施        |  |  |
| 地下二层 | 聯絡通道           | 非付費區來往兩側站廳 付費區來往兩側月台 |  |  |

### 11号线站体
11号线站体共有三层，全长302.2m，总建筑面积30,619.34平方米。地面为车站各出入口；地下一層为连接站厅与出入口的轉換層；地下二層為站厅层；地下三层为11号线站台。
| 地面     | 风雨连廊                   | 前往 █8号线                                             |  |  |
| 夹层     | 出入口下沉平台             | 安检设施                                                |  |  |
| 地下一层 | 轉換層                     | 來往出入口及站廳                                        |  |  |
| 地下二层 | 11号线站廳                 | 售票機、客服中心、警务室、商店 前往城际琶洲站（未开通） |  |  |
| 地下三层 | 4 站台                     | █11号线 内环方向（下站：赤沙）                          |  |  |
|          | 岛式站台（卫生间、母婴室） |                                                         |  |  |
|          | 3 站台                     | █11号线 外环方向（下站：员村）                          |  |  |

### 站厅
琶洲站因应站体分别设有8号线部分及11号线部分。两个站厅部分均设有自动售票機及智能客務中心。另外，两个站厅均设有便利店。
8号线部分另外细分為南北兩個站廳，均位于地下一层。兩個站廳及兩個月台无论在收费区范围以及非收费区范围均可由兩條路軌下方的联络通道前往。而11号线部分则设有一个整体的站厅，为方便行人进出，目前站厅东侧被划分为收费区，付费区内设有多组扶手电梯、楼梯及专用电梯连接11号线站台。
11号线站体与城际铁路车站为共构设计，两站体的站厅亦直接连通，惟现时以假墙封闭。
本站为11号线的非遗重点特色车站，以“粤舞升平”为主题。站厅内设有橱窗，重点展示广雕、广彩瓷、广东醒狮等文化艺术品。
- 8号线南站厅
- 8号线北站厅
- 8号线车站地下二层的联络通道（非收费区）
- 8号线车站地下二层的联络通道（收费区）
- 11号线站厅
- 11号线站厅内的装饰品，后方的城际琶洲站被假墙封闭。

### 月台
本站8号线设有两个侧式月台，位于新港东路地底。11号线则设有一个岛式站台，位于会展东路的地底。其中8号线在上，11号线在下。
本站的卫生间及母婴室设于11号线站台往赤沙方向的一端。
本站8号线月台东端设有一条交叉渡线，从本站启用至2005年12月26日前本站仍为2号线终点站时，便使用该渡线折返2号线列车。而在月台西端亦设有单渡线，當8號綫琶洲至万胜围段出現故障時，往萬勝圍站的列車將會通過此单渡线进行折返，以本站為臨時總站。
此外，本站8号线的站名书法字系时任广东省文史研究馆馆员、广州市书法家协会副主席龙志航之手笔。

### 换乘
11号线在最初的设计中，计划与8号线通过地下換乘通道連接兩線車站的付費區和非付費區。28号线（佛穗莞城际）规划出台后，换乘通道原定位置被28号线车站占用，因此11号线与8号线之间的换乘也改为通过28号线站厅进行。但由于现时28号线尚未获批建设，如先行实施换乘通道，将来28号线施工时仍需围蔽改造。故地铁方决定在本站实施虚拟换乘，使得本站成为广州地铁线网首座虚拟换乘车站。
11号线建设时，在8号线站体和规划28号线站体之间处设置了长约220m的地面连廊，可连接8号线A出入口和11号线F出入口，步行耗时约6分钟。乘客通过换乘专用的蓝色闸机出站后，在30分钟内通过另一线路的蓝色换乘闸机进站，即可当作同站换乘，不影响车费计算。持单程票等票种亦可使用虚拟换乘，从专用闸机出站时单程票不会被回收。惟再次进站时仍需进行安检。

### 出入口
8号线琶洲站目前设有4个出入口供乘客进出，南北站厅各自设有2个带编号出入口，而南站厅的两个出入口之间亦设有保利世貿中心专用的出入口。本站可达广交会展馆B、C区，2024年12月的新版线网图中专门添加了此项备注。
为配合设置站外安检工程，本站的A出入口于2020年10月5日暂时关闭，经改造后至12月底重新开放，并增设站外安检房。
11号线车站则另外设置E、F两个出入口，其中E出入口设有站厅至下沉平台，下沉平台至地面共两段专用电梯。
|                                                             |                                                           |      |          | |
|                                                             |                                                           |      |          | |
| 編號                                                        | 设施                                                      | 照片 | 出口指示 | 建議前往的目的地                                                                                       |
| 8号线北站廳                                                 |                                                           |      |          | |
| A                                                           | 盲道标志 · 轮椅升降台标志 · 无障碍通道标志 · 扶手电梯标志 |      | 新港东路 | 经连廊至 █11号线车站（F出入口）琶洲塔、广交会展馆B区、琶洲公交车站（西行）、琶洲大桥南公交车站（西行） |
| B                                                           | 扶手电梯标志                                              |      | 新港东路 | 广交会展馆A区                                                                                          |
| 8号线南站廳                                                 |                                                           |      |          | |
| C                                                           | 盲道标志 · 轮椅升降台标志 · 无障碍通道标志 · 扶手电梯标志 |      | 新港东路 | 广交会展馆C区、琶洲公交车站（东行）                                                                    |
| D                                                           | 扶手电梯标志                                              |      | 新港东路 | 琶洲大桥南公交车站（东行）                                                                             |
| 11号线车站                                                  |                                                           |      |          | |
| E                                                           | 盲道标志 · 升降机标志 · 无障碍通道标志 · 扶手电梯标志     |      | 阅江中路 | █海珠有轨1号线 会展东站广交会展馆B区、琶洲港澳口岸、会展东路公交车站（北行）                           |
| F                                                           | 扶手电梯标志                                              |      | 新港东路 | 经连廊至 █8号线车站（A出入口）琶洲塔、广交会展馆B区、琶洲大桥南公交车站（西行）、琶洲公交车站（西行）  |
| 註： 設有 \| 設有 \| 設有 \| 設有輪椅升降台 \| 設有扶手電梯 |                                                           |      |          | |

## 接驳交通
琶洲站附近换乘巴士车站分别为设于新港东路的琶洲站、琶洲大桥南站，以及设于会展东路的同名公交车站。另外，本站11号线E出入口设有指引可前往海珠有轨电车1号线及琶洲港澳客运口岸。
| 编号 | 编号                 | 线路               | 线路 | 线路                   | 收费 | 备注                            |
| ---- | -------------------- | ------------------ | ---- | ---------------------- | ---- | ------------------------------- |
|      | 137                  | 新洲码头           | ⇆    | 广州火车东站           | 2元  |                                 |
|      | 229                  | 罗冲围（松南路）   | ⇆    | 琶洲石基村（黄埔古港） | 3元  |                                 |
|      | 239                  | 华景新城（翰景路） | ⇆    | 南洲北路               | 2元  |                                 |
|      | 262                  | 珠江帝景苑         | ⇆    | 新洲码头               | 2元  | 经赤岗北路（艺洲路口）          |
|      | 304                  | 长隆旅游度假区     | ⇆    | 棠德花苑               | 3元  |                                 |
|      | 461                  | 北山               | ⇆    | 赤沙北                 | 2元  |                                 |
|      | 461仑头班车461A      | 仑头               | ⇆    | 琶洲                   | 2元  |                                 |
|      | 582                  | 海珠客运站         | ⇆    | 凌塘村                 | 2元  |                                 |
|      | 582班车              | 琶洲保利           | ⇆    | 起云路                 | 2元  |                                 |
|      | 762                  | 海珠客运站         | ⇆    | 黄埔古村               | 2元  |                                 |
|      | B7                   | 海珠客运站         | ⇆    | 车陂路                 | 2元  |                                 |
|      | B7快线               | 海珠客运站         | ⇆    | 车陂路                 | 2元  |                                 |
|      | 旅游公交3线          | 中成路             | ⇆    | 琶洲石基村（黄埔古港） | 3元  |                                 |
|      | 大学城专线3大学城3线 | 广东药学院         | ⇆    | 大学城（中部枢纽）     | 3元  | 15分/班（寒暑假期间30–60分/班） |
|      | 夜20                 | 广州南站           | ⇆    | 车陂                   | 4元  | 125路附属线路                   |
|      | 夜66                 | 珠江帝景苑         | ⇆    | 新洲码头               | 3元  | 经客村立交 262路附属线路        |
|      | 夜70                 | 天河客運站         | ⇆    | 北山村（新滘东路）     | 4元  | 252路附属线路                   |
|      | 夜101                | 沥滘               | ⇆    | 沐陂村                 | 4元  | 582路附属线路                   |

| 编号 | 编号 | 线路       | 线路 | 线路   | 收费 | 备注 |
| ---- | ---- | ---------- | ---- | ------ | ---- | ---- |
|      | B7   | 海珠客运站 | ⇆    | 车陂路 | 2元  |      |

## 利用狀況
本站是广州国际会議展覽中心的交通配套之一，當会展中心举办广交会或其它活動時，眾多客商及參觀遊客都會取道本站前往，因此车站人流会翻倍，甚至會水泄不通。如遇有特殊情况或者客流激增，琶洲站将采取客流控制及临时封站措施以控制人流。如2009年10月1日广州在会展中心附近的珠江江面举行迎国庆60周年焰火晚会，当晚因晚会散场时人流过大而封站。

## 历史

### 规划及建设

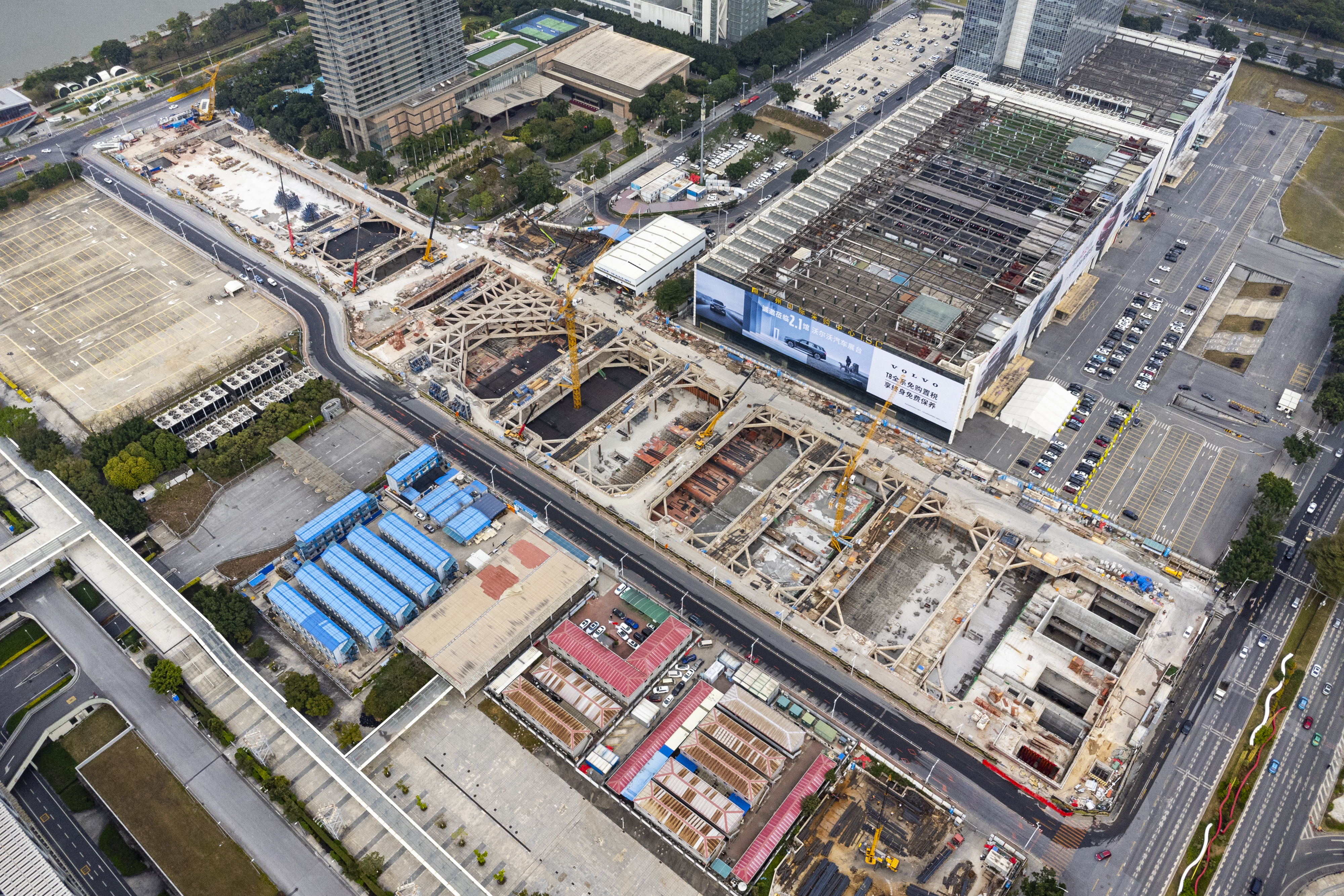
建设中的11号线及城际铁路车站（2023年1月）

本站最早出現在1997年的《廣州市城市快速軌道交通線網規劃研究（最終報告）》，是當時5號線的其中一座中途站。後來本站確定與2号线首期工程一同先行建設。
而於2008年的規劃方案中，8號線成為新增的大環線，本站至萬勝圍的路段將拆解延長成另一線路，於本站換乘。最終環線於2010方案中成為現時11號線（特大環線），而8號線恢復現時規劃走向，11號線與8號線於本站交匯。直到2012年，11號線被納入廣州市軌道交通十二五規劃並獲得批覆而落实建设。
11号线琶洲站工程代建了车站东侧的城际铁路车站。两站同步建设，并于2023年4月实现主体结构封顶。

### 运营
2003年6月28日，琶洲站正式投入使用，当时是2号线已开通段（琶洲站至三元里站区间）的东端终点。2005年12月26日，万胜围站建成并投入运营，原二号线从琶洲站向东延伸至万胜围站作为终点，琶洲站由线路终点站变为中途站。2010年9月22日至24日，本站隨舊2號線一同停運，進行線路拆解。9月25日清晨本站恢复服务，並改屬新的8號線。
2022年年末疫情期间，本站曾受防控措施影响，于11月5日9时起暂时关闭；期间为服务成人高考等考试考生，5日及6日的早上9时前仍维持正常服务。北站厅部分（A、B口及1号站台）于11月28日重新开放；南站厅部分（C、D口及2号站台）因临近方舱医院而继续关闭至12月15日12时，期间万胜围方向的列车不停站通过本站。
2024年12月28日12时，本站11号线部分启用，成为换乘车站。

## 未來發展
规划中的28号线（佛穗莞城际）将在8号线和11号线之间设有琶洲站。11号线车站及城际琶洲站的站台均预留前往28号线站台的换乘节点，前述站体的站厅及8号线地下二层的联络通道亦计划连通，届时本站所有线路均可站内换乘。